# Cratere Wapowski
Wapowski è un cratere lunare di 11,45 km situato nella parte sud-orientale della faccia visibile della Luna.